# Astra Lux
Astra Lux  est un immeuble résidentiel situé dans le quartier de Purvciems à Riga en Lettonie. 

## Présentation
Conçu par l'architecte Juris Poga, le bâtiment se compose de deux blocs reliés entre eux : le bloc inférieur compte 22 étages, le bloc supérieur compte 24 étages. 
Ils sont construits avec un rétrécissement vers le sud. Astra Lux dispose de 158 appartements avec balcons de type français. La hauteur totale du bâtiment est de 80,80 mètres et il a été construit entre 2005 et 2007. 
En 2008, Astra Lux a reçu le prix de la meilleure nouvelle construction de 2007, remportant la première place au concours de 14 nouvelles constructions,.

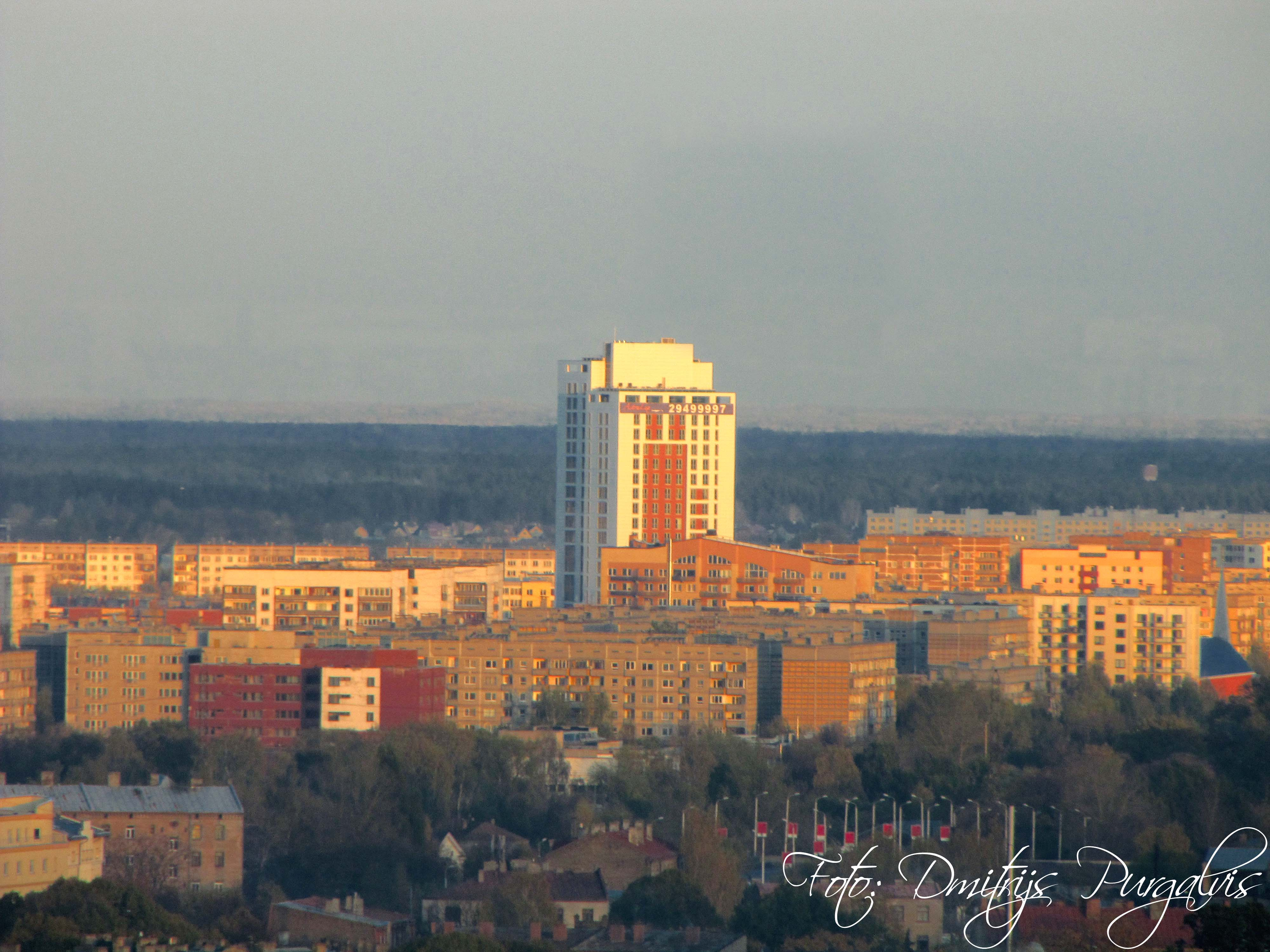